# Sihanoukville
Sihanoukville (Khmer : ក្រុងព្រះសីហនុ, Krong Preah Sihanuk) est une ville du sud du Cambodge, capitale de la province de Sihanoukville. Donnant sur le golfe de Thaïlande, la ville est le seul port maritime en eau profonde du pays. Auparavant désignée Kampong Saom (littéralement « port agréable »), elle est rebaptisée en 1958 en l'honneur de Norodom Sihanouk, ancien roi du Cambodge.
Sihanoukville se situe au carrefour de deux grandes initiatives d'infrastructures majeures :
- Depuis 1992, le programme de coopération économique de la sous-région du Grand Mékong.
- Depuis 2016, le projet de Nouvelle route de la Soie.

## Toponymie
Dans Kampong Saom, saom est issu du sanskrit saumya.
Son nom actuel lui a été donné en 1958 par le roi Sihanouk lui-même, à la demande du Conseil national du royaume khmer qui voulait ainsi honorer celui qui avait présidé à la construction de ce nouveau port.

## Infrastructures
La ville est reliée à Phnom Penh par une voie ferrée (230 km). En octobre 2015, il n'y avait que des trains de fret. En 2016, le trafic de voyageurs a repris les weekends. En 2024, un train voyageur relie quotidiennement la ville à Phnom Penh en desservant Kampot ou encore Kep.
La majorité du transport de marchandises se fait par camions sur la route nationale 4 qui relie Phnom Penh et Sihanoukville et qui est devenue une autoroute à péage depuis le 9 novembre 2022-3 h de temps.
L'aéroport international de Sihanoukville, situé 12 km à l'Est de la ville, a hébergé également la première ligne régulière entre Sihanoukville et Siem Reap, ouverte en décembre 2011.

## Historique

### Changements dans les années 2010-2020
À partir de 2016, les investissements du gouvernement cambodgien et d'investisseurs chinois métamorphosent Sihanoukville en un centre urbain. Ces changements s'expliquent en partie par le démarrage de nombreux projets d'infrastructures dans le cadre de la nouvelle route de la soie, comprenant des logements, des routes, des écoles, des parcs industriels, des hôtels, des casinos, des bureaux, des commerces de détail et deux centres commerciaux géants : le Prince Mall et le FURI Times Square Mall,.
En 2019, 62 casinos sont recensés dans la ville.
Le 18 août 2019, le premier ministre Hun Sen prend la décision d'interdire les jeux d'argent en ligne dans les casinos du Cambodge pour arrêter les fraudes et la délinquance, ce qui entraîne la fermeture d'une bonne partie de ceux-ci et le renvoi des délinquants étrangers. Avant 2020, les sources municipales estiment que les expatriés chinois et leurs familles représentent au moins la moitié de la population de Sihanoukville, mais la crise du Covid-19 début 2020 amplifie le phénomène de retour en Chine d'une grande partie des travailleurs et investisseurs.
Sur le plan urbanistique, les transformations de cette ville portuaire ont été plus profondes. Touchée par une « frénésie immobilière », la station balnéaire voit se multiplier les projets de construction dus aux offres d'emplois, avec la venue d'une nouvelle population originaire de toute la région de Sihanoukville ainsi que d'autres provinces du Cambodge.
Lors du Forum public sur la gestion macroéconomique et la loi budgétaire du 6 février 2020, le ministre Vongsey Vissoth (en) déclare que le gouvernement royal du Cambodge a confirmé son projet de transformer Sihanoukville en une ville polyvalente industrielle similaire à Shenzhen en Chine.
- Des zones économiques spéciales se spécialisant en services et technologies en plus du tourisme, capables de produire davantage de produits à valeur ajoutée pour les exportations cambodgiennes.

L'équipe d'urbanisation chinoise qui avait planifié le plan de développement de la ville de Shenzhen participe également à cette modernisation. Elle étudie et aide à former professionnellement les Cambodgiens, sur place et en Chine, aux métiers de l'urbanisme.

### Depuis 2020
À la suite de la pandémie de Covid-19, la ville connaît une chute du tourisme chinois et une crise économique.
Beaucoup de chantiers sont suspendus, et on compte en 2024, 360 immeubles inachevés et 170 qui sont finis mais inhabités.

## Organisation urbaine
Ville provinciale, Sihanoukville connaît un développement important. Ses grandes plages sont fréquentées par les Cambodgiens et touristes chinois, alors que les touristes occidentaux séjournent plutôt sur les îles. La ville est schématiquement découpée en quatre quartiers :
- le centre-ville est le quartier central, loin des plages, regroupant les habitations, les écoles, les principales activités commerciales et administratives, des stations de bus, le marché principal, et les restaurants pour la population cambodgienne.
- le quartier de Victory-Hill, comme son nom étranger l'indique, est en majorité destiné aux touristes chinois ; il abrite hôtels, bars-restaurants, les plages de Victory et de Hawaï, ainsi que le grand port. Une route mène au lieu de vie des Cambodgiens, où se situe le Wat Krom, la plus importante pagode de la ville. Il y a aussi le village d'Enfants d'Asie.
- le quartier d'Occheutal Beach regroupe les plages les plus connus de Sihanoukville, autour du rond-point des Lions d'Or. C'est le quartier visé par les promoteurs où de nombreux casinos ont été construits.
- le quartier d'Otres Beach, dans la continuité d'Occheutal Beach, compte beaucoup d'hotels, casinos, restaurants et un grand quartier chinois avec de nombreux buildings.

## Polémiques et scandales
Sihanoukville est citée dans des rapports des Nations unies et de Global Anti-Scam Organization dénonçant des trafics humains, des détentions illégales et des plateformes de scammers contre lesquelles les autorités semblent vouloir lutter.

### Expulsion illégale de 2007
En mars 2015, le géographe Simon Springer indique dans son livre Violent Neoliberalism : Development, Discourse, and Dispossession in Cambodia comment des pratiques spéculatrices dans le quartier du Mittapheap District ont abouti à l'expulsion illégale de 105 familles le 20 avril 2007, au profit de réseaux clientélistes, sous prétexte de politiques de « beautification » censées attirer les investisseurs étrangers. La ville de Sihanoukville a ainsi été montrée comme un cas exemplaire au Cambodge où se passait des pratiques pro-business de quelques personnalités politiques locales et complices étrangers, que Springer qualifie de « néolibérales ». La partie civile a ensuite été défendue devant la justice par la LICADHO.

## Galerie

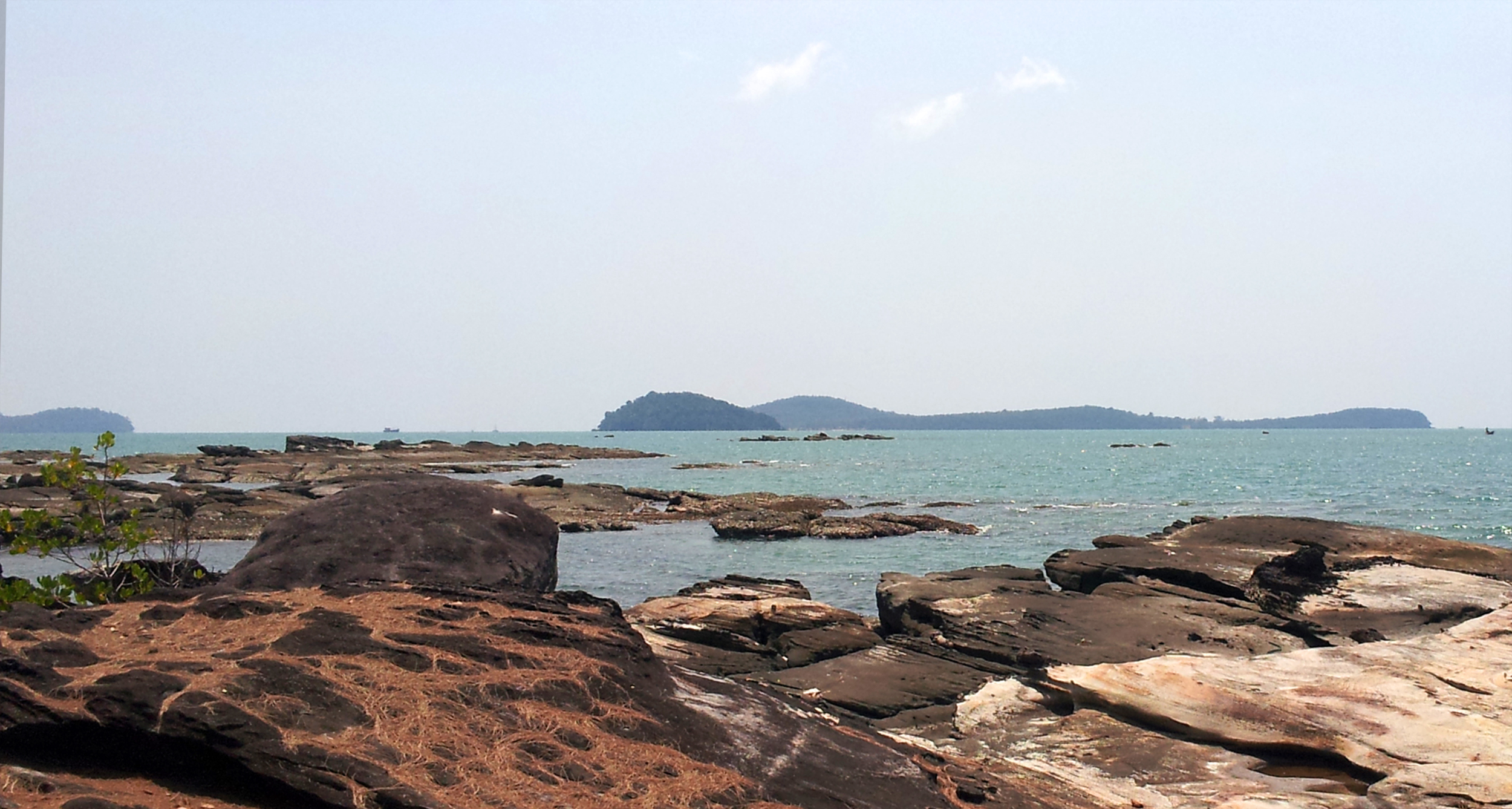
Bord de mer.
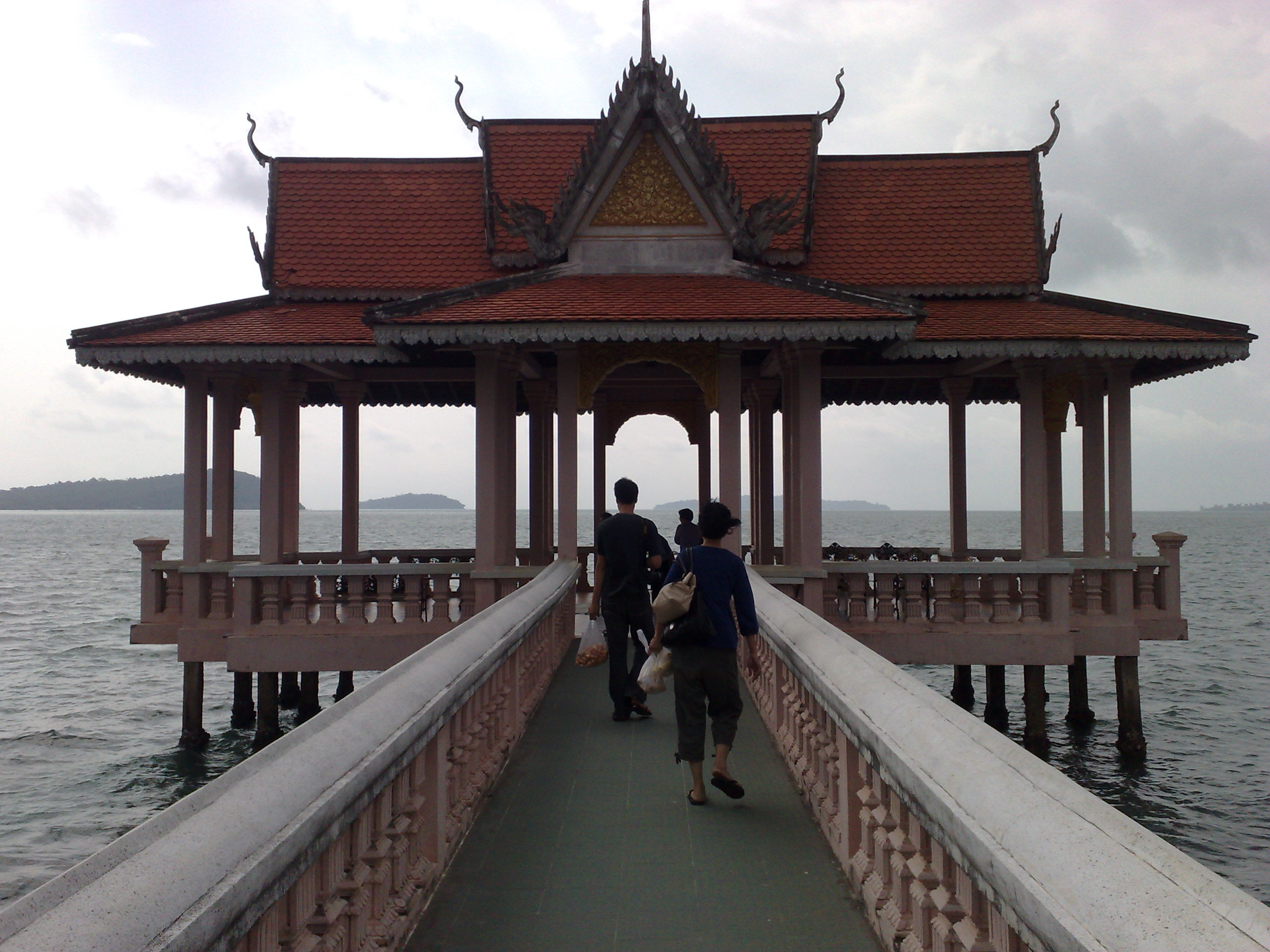
Pavillon en bord de mer.
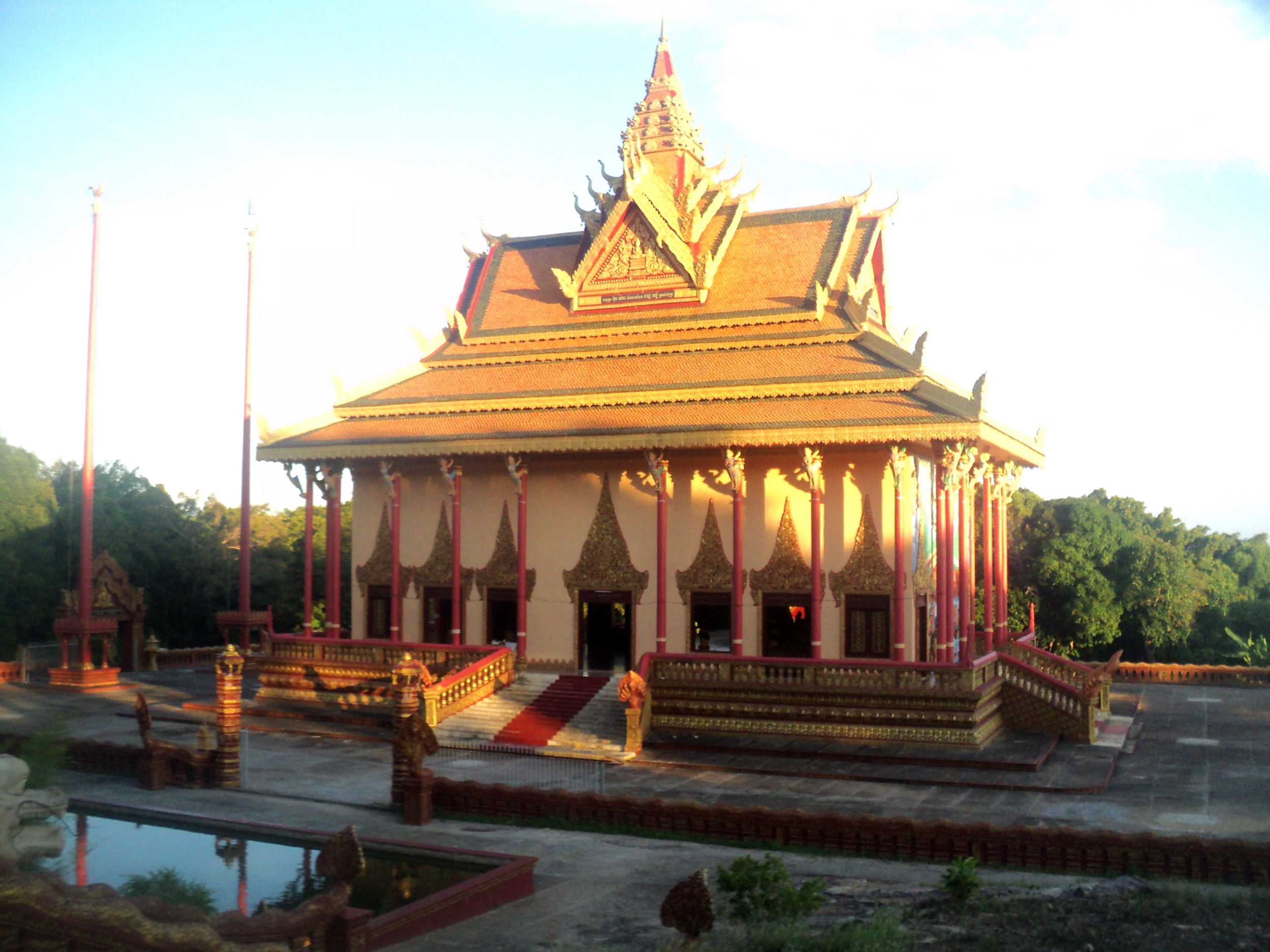
Wat Ream.
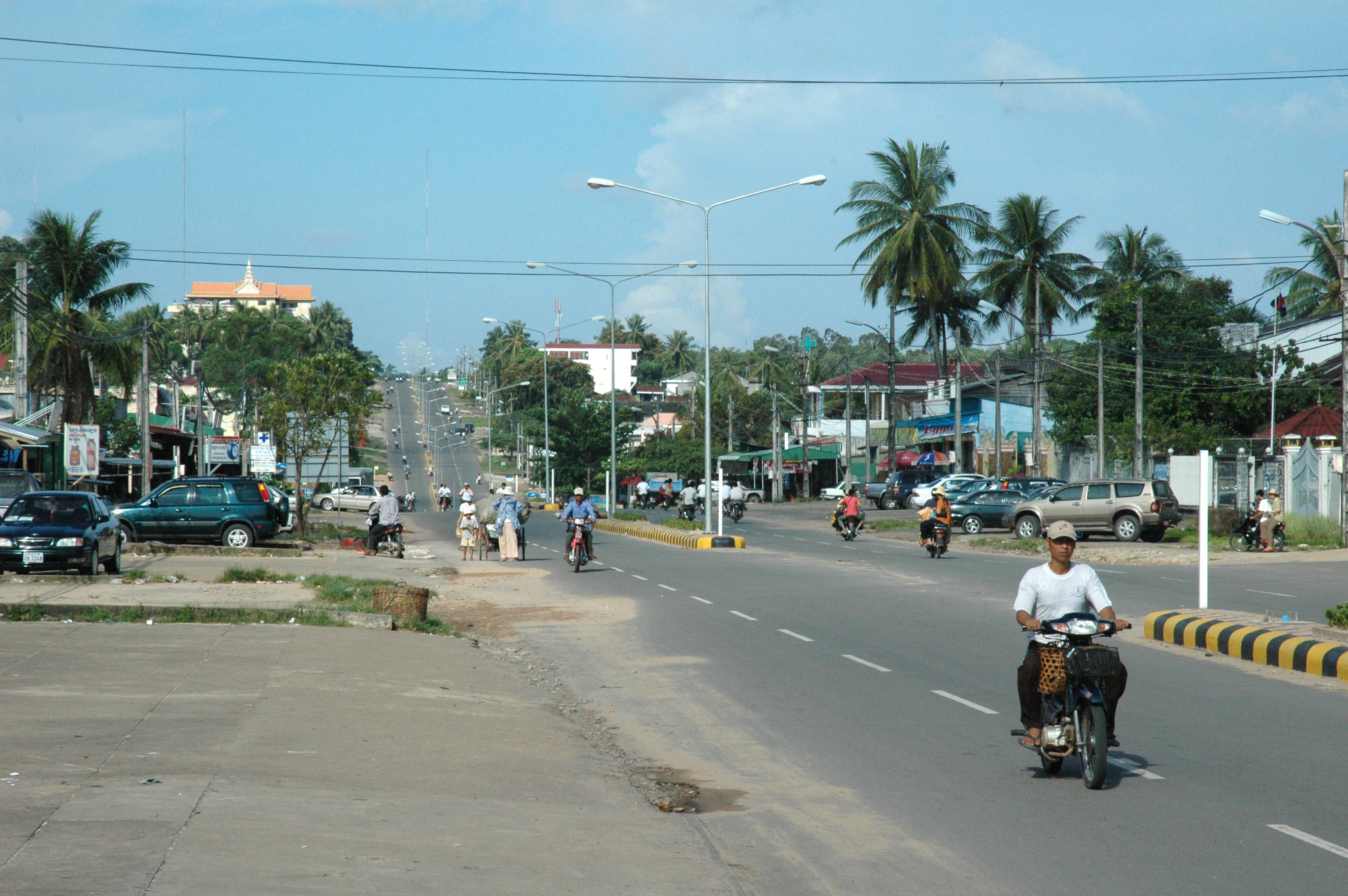
Un boulevard à Sihanoukville.
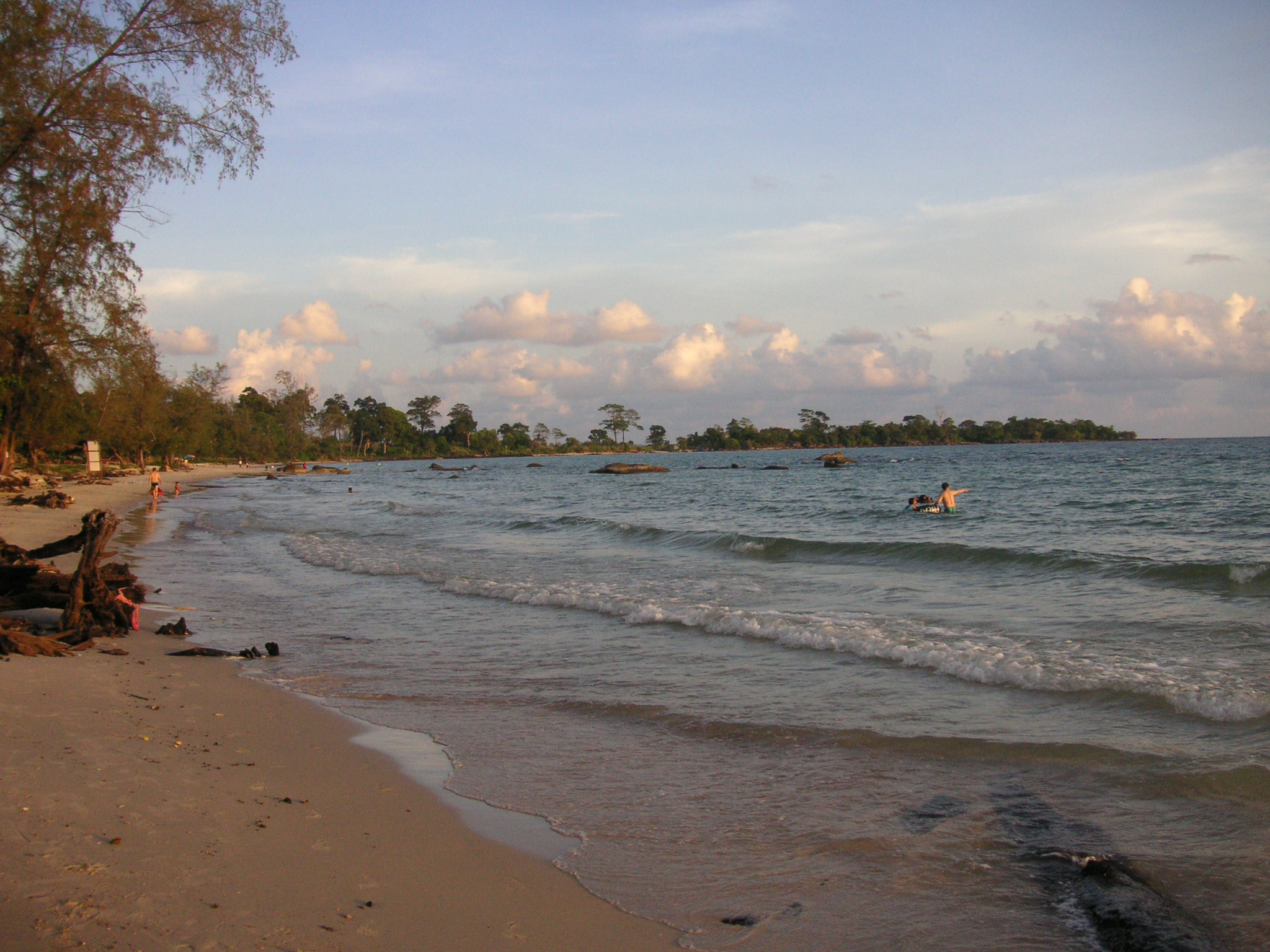
Plage de l'Indépendance.